# Solaseed Air
Solaseed Air Inc. (株式会社ソラシド・エア Kabushiki-gaisha Sorashido Ea) è una compagnia aerea regionale giapponese con sede presso l'aeroporto di Miyazaki a Miyazaki, nella prefettura di Miyazaki, in Giappone. Opera principalmente tra Tokyo e le destinazioni dell'isola di Kyushu.

## Storia
La compagnia aerea venne fondata come "Pan Asia Airlines" nel 1997 come quarta compagnia aerea stabilita in un mercato giapponese deregolamentato. Nell'agosto 1998, il nome aziendale della compagnia aerea è stato cambiato in "Skynet Asia Airways Co., Ltd." prima dell'inizio delle operazioni nel luglio 2002. La compagnia è stata rinominata "Solaseed Air" nel luglio 2011 e il cambio della sua ragione sociale in "Solaseed Air Inc." seguito nel dicembre 2015.

## Flotta
A dicembre 2022 la flotta di Solaseed Air è così composta: